# Дерунов, Павел Фёдорович
Па́вел Фёдорович Деруно́в (27 марта 1916, село Алтайское — 30 июня 2001, город Рыбинск, Ярославская область, Россия) — директор Рыбинского НПО моторостроения, Герой Социалистического Труда (1971), лауреат Государственной премии СССР в области науки и техники (1969), депутат Верховного Совета РСФСР VIII (1971), IX (1975) и XI (1985) созывов, член Ярославского обкома КПСС и Рыбинского (Андроповского) горкома КПСС, депутат Рыбинского (Андроповского) городского Совета народных депутатов, почётный гражданин города Рыбинска (22 февраля 1973).

## Биография
Родился на Алтае в семье фельдшера. В 1923 году семья переехала в посёлок Песочное Рыбинского уезда Ярославской губернии.
В 1933—1934 годах учился в техникуме в городе Калязин, а затем, в 1934—1939 в Рыбинском авиационном институте, после чего работал на Пермском моторном заводе имени Сталина.
В 1944 году переведён в Рыбинск на должность заместителя главного технолога по механическим цехам. Затем работал заместителем главного инженера и главным инженером. Перевод был связан с необходимостью восстановления производства на Рыбинском моторостроительном заводе, эвакуированном в 1941 году в Уфу.
В 1958 году назначается на должность директора Ярославского моторного завода, а в 1959 становится заместителем председателя Ярославского совнархоза. Директором Рыбинского моторостроительного завода стал в 1960 году.
Всесоюзную известность П. Ф. Дерунову принесла активно продвигаемая им в 1960-х годах идея применения НОТ в производстве. Высказанные им идеи получили одобрение и поддержку руководства страны, после этого отделы НОТ стали обязательным атрибутом советских предприятий. Именно за эту идею он в 1971 году получил Государственную премию СССР.
В 1969 году защитил диссертацию в Московском авиационном институте, получил ученую степень кандидата экономических наук и звание профессора.
В 1973—1974 годах работал заместителем Министра авиационной промышленности, но в скором времени вернулся в Рыбинск, и до ухода на пенсию в 1986 году возглавлял НПО, возникшее в результате слияния завода с конструкторским бюро.
Под его руководством рыбинский завод стал одним из ведущих производителей авиационных моторов, развивались и другие направления — производство дизельных моторов, новинкой для СССР стало производство снегоходов «Буран». Производственные успехи поддерживались соответствующими инвестициями, в городе велось активное жилищно-коммунальное строительство, возводились спортивно-зрелищные сооружения.
Павел Фёдорович Дерунов умер 30 июня 2001 года. Похоронен на Южном кладбище города Рыбинска.

## Память

Памятник Павлу Дерунову
на площади его имени

- В 2003 году на доме, где жил Павел Дерунов, была установлена мемориальная доска[2][5].
- В память о Павле Дерунове, одна из центральных площадей города Рыбинска, созданная при его участии к юбилею Октябрьской революции в 1977 году и носившая ранее название Юбилейной, переименована в площадь П. Ф. Дерунова (Решение Рыбинского Совета депутатов 3-го Созыва от 22 сентября 2005 года № 130).
- 31 августа 2013 года в Рыбинске был торжественно открыт памятник Павлу Дерунову (скульптор А. Рукавишников)[6][7], школа № 12 города Рыбинска получила его имя.
- 26 августа 2017 года имя «Павел Дерунов» было присвоено одному из бортов «Аэрофлота» — самолёту Sukhoi Superjet 100, бортовой номер RA-89097. Такое решение было принято в знак признания огромных заслуг Дерунова перед моторостроителями Рыбинска и всей России[8].

## Награды
- Герой Социалистического Труда (1971)[2][7];
- лауреат Государственной премии СССР в области науки и техники (1969)[2];
- три ордена Ленина (1966, 1971, 1986)[2];
- орден Октябрьской Революции (1976)[2][7];
- орден Трудового Красного Знамени (1981)[2][7];
- орден Красной Звезды (1945)[2][7];
- орден «Знак Почёта» (1956)[2][7];
- медали;
- звание «Почётный гражданин города Рыбинска» (1973)[4].